# Artur Michel
Artur Michel bzw. vor 1914 Arthur Ferdinand Michel (* 14. Dezember 1883 in Barmen; † 16. November 1946 in New York) war ein deutscher Tanzpublizist, Theaterkritiker und Kulturjournalist.

## Leben und Wirken
Arthur Michel war der Sohn des Kaufmanns Maximilian „Max“ Michel (1855–1918) und seiner Ehefrau Paula Michel (1862–1902), der jüngsten Tochter von Salomon Alsberg. Dieser hatte seinen beiden Söhnen Siegfried und Lois 1870 in Bielefeld die Gründung eines großen Manufakturgeschäftes ermöglicht, aus dem sich in den folgenden Jahrzehnten die umfangreiche Kaufhauskette der Gebr. Alsberg in Westfalen und im Rheinland entwickelte. Max Michel fungierte bis zu seinem Tod als Inhaber des Kaufhauses Gebrüder Alsberg in Barmen. Arthur Michel hatte eine jüngere Schwester Ellie (1885–1965).
Michel studierte ab 1902 in Tübingen und Berlin Rechts- und Geschichtswissenschaft und wurde 1906 mit einer Dissertation Über die absolute Nichtigkeit von Zivil- und Strafurteilen nach geltendem Reichsprozeßrecht promoviert. Außerdem beschäftigte sich Michel intensiv mit Literatur, Kunstgeschichte, Philosophie und Theatergeschichte. Er hörte in Berlin Vorlesungen über Theaterwissenschaft bei Max Herrmann und beschloss daraufhin, Theater- und Literaturkritiker zu werden. Von 1913 bis 1915 absolvierte er ein Volontariat bei der Magdeburgischen Zeitung und veröffentlichte hier ab 1914 seine ersten kurzen Theaterkritiken. 1915 übersiedelte er nach Berlin, wo er in den Fächern Latein und Deutsch an einem humanistischen Gymnasium unterrichtete. Im Januar 1917 wurde er zum Militär eingezogen. Kurz nach dem Ende des Ersten Weltkriegs bekam Artur Michel 1919 bei der Deutschen Allgemeinen Zeitung in Berlin eine feste Stelle als Kunstkritiker und schrieb hier seine ersten längeren Besprechungen über Konzerte, Theateraufführungen, Ausstellungen und Bücher. Zur gleichen Zeit wie Michel war dort Fritz Böhme als Feuilletonredakteur tätig, der sich bereits seit 1916 auf Tanz spezialisiert hatte.
1922 wechselte Michel zur Vossischen Zeitung und baute dort das Ressort der Tanzkritik auf. Wie bei Böhme galt Michels Aufmerksamkeit weniger dem Ballett als dem modernen künstlerischen Tanz. Während Böhme sich jedoch vor allem für die von Rudolf von Laban vertretene Richtung des modernen Tanzes einsetzte, die zwar eine Erneuerung des Tanzstils in den Theatern anstrebte, aber sich hierbei in den Theaterbetrieb einordnen wollte, war Michel ein überzeugter Anhänger der von Labans ehemaliger Schülerin Mary Wigman vertretenen Richtung, die sich den modernen Tanz nicht der Musik oder dem Opernbetrieb untergeordnet vorstellen mochte. Michel wurde schnell einer der prominentesten und einflussreichsten Tanzkritiker der Weimarer Republik. Er veröffentlichte auch in anderen Zeitungen wie der B.Z. am Mittag und der Berliner Morgenpost oder in Zeitschriften wie Die Weltbühne oder Uhu. Bis die Vossische Zeitung 1934 ihr Erscheinen einstellte, schrieb Michel fast alle hier erschienenen Tanzkritiken, aber auch zahlreiche Theaterkritiken sowie einige Reisebeschreibungen und Buchbesprechungen.
Michel emigrierte Anfang Februar 1941 über Lissabon und Havanna nach New York, wo er am 24. Juni 1941 eintraf. Bereits im August desselben Jahres konnte Michel seine Arbeit als Tanz- und Theaterkritiker wieder aufnehmen – beim Aufbau. Gleichzeitig arbeitete er an der Fertigstellung seines Buchmanuskriptes zur Geschichte des Europäischen Bühnentanzes. Es blieb unveröffentlicht; Artur Michel verstarb am 16. November 1946 in New York. Sein Nachlass befindet sich in der Jerome Robbins Dance Division der New York Public Library.